# Pidonia scripta
Pidonia scripta es una especie de escarabajo longicornio del género Pidonia, tribu Rhagiini, subfamilia  Lepturinae. Fue descrita científicamente por LeConte en 1869.

## Descripción
Mide 6-9 milímetros de longitud.

## Distribución
Se distribuye por Canadá y Estados Unidos.